# Wiedemannia escheri
Wiedemannia escheri är en tvåvingeart som först beskrevs av Zetterstedt 1838.  Wiedemannia escheri ingår i släktet Wiedemannia och familjen dansflugor. Inga underarter finns listade i Catalogue of Life.